# Championnats d'Europe d'aquathlon
Les championnats d'Europe d'aquathlon  sont une épreuve d'aquathlon courue pour la première fois en 2011 et annuellement depuis 2014, organisé par la Fédération européenne de triathlon (ETU).
Les championnats impliquent un fonctionnement continu, natation-course, généralement avec un parcours de course à pied de 2,5 km suivi d'une épreuve de natation de 1 km et d'un parcours de course à pied de 2,5 km.

## Lieux des épreuves
| Année | Ville                                                 | Pays                                                  | Distances de courses (kilomètres)                     | Distances de courses (kilomètres)                     | Distances de courses (kilomètres)                     |
| Année | Ville                                                 | Pays                                                  | Course à pied 1                                       | Natation                                              | Course à pied 2                                       |
| ----- | ----------------------------------------------------- | ----------------------------------------------------- | ----------------------------------------------------- | ----------------------------------------------------- | ----------------------------------------------------- |
| 2011  | Cologne                                               | Allemagne                                             | 2,5                                                   | 1                                                     | 2,5                                                   |
| 2014  | Cologne                                               | Allemagne                                             | 2,5                                                   | 1                                                     | 2,5                                                   |
| 2015  | Cologne                                               | Allemagne                                             | 2,5                                                   | 1                                                     | 2,5                                                   |
| 2016  | Châteauroux                                           | France                                                | 2,5                                                   | 1                                                     | 2,5                                                   |
| 2017  | Bratislava                                            | Slovaquie                                             | 2,5                                                   | 1                                                     | 2,5                                                   |
| 2018  | Ibiza                                                 | Espagne                                               | 2,5                                                   | 1                                                     | 2,5                                                   |
| 2019  | Târgu Mureș                                           | Roumanie                                              | 2,5                                                   | 1                                                     | 2,5                                                   |
| 2020  | Championnat annulé pour cause de pandémie de Covid-19 | Championnat annulé pour cause de pandémie de Covid-19 | Championnat annulé pour cause de pandémie de Covid-19 | Championnat annulé pour cause de pandémie de Covid-19 | Championnat annulé pour cause de pandémie de Covid-19 |
| 2021  | Walchsee                                              | Autriche                                              | 2,5                                                   | 1                                                     | 2,5                                                   |
| 2022  | Bilbao                                                | Espagne                                               | 2,5                                                   | 1                                                     | 2,5                                                   |
| 2023  | Menin                                                 | Belgique                                              | 2,5                                                   | 1                                                     | 2,5                                                   |
| 2024  | Coimbra                                               | Portugal                                              | 2,5                                                   | 1                                                     | 2,5                                                   |

## Palmarès

### Podiums masculins
| Année | Or                  | Argent             | Bronze                |
| ----- | ------------------- | ------------------ | --------------------- |
| 2011  | Eike-Carsten Pupkes | Johannes Ackermann | Marcus König          |
| 2014  | Oleksiy Syutkin     | Dmytro Malyar      | Pedro Mendes          |
| 2015  | Tomas Svoboda (en)  | Dmytro Malyar      | Sergiy Kurochkin      |
| 2016  | Oleksiy Syutkin     | Yegor Martynenko   | Dmytro Malyar         |
| 2017  | Richard Varga       | Márk Dévay         | Domen Dornik          |
| 2018  | Sergiy Kurochkin    | Tomas Svoboda      | Samuel Dickinson      |
| 2019  | Ognjen Stojanović   | Andrea Secchiero   | Alexandr Brioukhankov |
| 2021  | Michele Bortolamedi | Ognjen Stojanović  | Mikita Katsianeu      |
| 2022  | Christopher Perham  | Cristian Fernández | Nicolò Ragazzo        |
| 2023  | Noah Servais        | Kevin Viñuela      | Tuur Lemmens          |
| 2024  | Kevin Viñuela       | Alexander Bozhilov | Andrés Cendán         |

### Podiums féminins
| Année | Or                  | Argent              | Bronze            |
| ----- | ------------------- | ------------------- | ----------------- |
| 2011  | Ilona Pfeiffer      | Henriette Grassmann | Heidi Schwartz    |
| 2014  | Tereza Zimovjanová  | Hannah Kitchen      | Magdalena Mielnik |
| 2015  | Hannah Kitchen      | Jana Koradej        | Jitka Rudolfová   |
| 2016  | Valentina Zapatrina | Petra Kuříková      | Hannah Kitchen    |
| 2017  | Hannah Kitchen      | Romana Gajdošová    | Zsanett Bragmayer |
| 2018  | Bianca Seregni      | Delia Sclabas       | Antoanela Manac   |
| 2019  | Bianca Seregni      | Antoanela Manac     | Márta Kropkó      |
| 2021  | Bianca Seregni      | Ivana Kuriačková    | Erin McConnell    |
| 2022  | Paula Herrero       | Margaréta Vráblová  | Márta Kropkó      |
| 2023  | Giada Stegani       | Marina Kirik        | Katrien Maes      |
| 2024  | Tjaša Vrtačič       | Daryna Moskalenko   | Lærke Ruby        |

## Tableau des médailles
| Pos. | Pays        | Médaille d'or | Médaille d'argent | Médaille de bronze |    |
| ---- | ----------- | ------------- | ----------------- | ------------------ | -- |
| 1    | Italie      | 5             | 1                 | 1                  | 7  |
| 2    | Ukraine     | 3             | 5                 | 2                  | 10 |
| 3    | Royaume-Uni | 3             | 1                 | 2                  | 6  |
| 4    | Allemagne   | 2             | 2                 | 2                  | 6  |
| 5    | Espagne     | 2             | 2                 | 1                  | 5  |
| 5    | Tchéquie    | 2             | 2                 | 1                  | 5  |
| 7    | Slovaquie   | 1             | 3                 |                    | 4  |
| 8    | Slovénie    | 1             | 1                 | 1                  | 3  |
| 9    | Serbie      | 1             | 1                 |                    | 2  |
| 10   | Belgique    | 1             |                   | 2                  | 3  |
| 11   | Russie      | 1             |                   | 1                  | 2  |
| 12   | Hongrie     |               | 1                 | 3                  | 4  |
| 13   | Roumanie    |               | 1                 | 1                  | 2  |
| 14   | Bulgarie    |               | 1                 |                    | 1  |
| 14   | Suisse      |               | 1                 |                    | 1  |
| 16   | Biélorussie |               |                   | 1                  | 1  |
| 16   | Danemark    |               |                   | 1                  | 1  |
| 16   | Irlande     |               |                   | 1                  | 1  |
| 16   | Pologne     |               |                   | 1                  | 1  |
| 16   | Portugal    |               |                   | 1                  | 1  |
|      | TOTAL       | 22            | 22                | 22                 | 66 |